# مثلج فاصولياء
مثلج الفاصولياء هو مشروب شائع في هونغ كونغ. يُقدّم عادةً في المطاعم التقليدية المعروفة باسم التشا تشان تنغ, ويُعد هذا المشروب من المشروبات المحبّبة في فصل الصيف. تتكوّن مكونات المشروب الأساسية من الفاصولياء، والسكر، والحليب المكثف. غالبًا ما يكسى قدح المشروب في أعلاه بقطع ماء مثلجة أو مثلجات.